# كأس ليختنشتاين 2015–16
كأس ليختنشتاين 2015–16 هو الموسم 71 من كأس ليختنشتاين. أقيم خلال الفترة 25 أغسطس 2015 وحتى 4 مايو 2016، وأشرف على تنظيمه اتحاد ليختنشتاين لكرة القدم، وكان عدد الأندية المشاركة فيه 17، وفاز فيه نادي فادوتس.